# Agrodiaetus gargano
Agrodiaetus gargano är en fjärilsart som beskrevs av Wimmers 1931. Agrodiaetus gargano ingår i släktet Agrodiaetus och familjen juvelvingar. Inga underarter finns listade i Catalogue of Life.